# Tribute Games
A Tribute Games montréali székhelyű független videójáték-fejlesztő cég, amelyet 2011-ben alapított Jonathan Lavigne, Jean-François Major és Justin Cyr egykori Ubisoft és Eidos alkalmazottak. A cég alapítói korábban többek között a Deus Ex: Human Revolution vagy a Scott Pilgrim vs. the World: The Game című játékokon is dolgoztak.

## Videójátékai
| Cím                               | Év   | Platform                                                       | Kiadó         |
| --------------------------------- | ---- | -------------------------------------------------------------- | ------------- |
| Ninja Senki                       | 2010 | Microsoft Windows                                              | Tribute Games |
| Wizorb                            | 2011 | Microsoft Windows, Linux, Mac OS X, PS Minis, XBLIG, Ouya, iOS | Tribute Games |
| Mercenary Kings                   | 2014 | Microsoft Windows, Linux, Mac OS X, PlayStation 4              | Tribute Games |
| Curses ’N Chaos                   | 2015 | Microsoft Windows, Mac OS X, PlayStation 4, PlayStation Vita   | Tribute Games |
| Ninja Senki DX                    | 2016 | Microsoft Windows, Mac OS X, PlayStation 4, PlayStation Vita   | Tribute Games |
| Flinthook                         | 2017 | Microsoft Windows, PlayStation 4, Xbox One                     | Tribute Games |
| Mercenary Kings: Reloaded Edition | 2018 | PlayStation 4, PlayStation Vita, Xbox One, Nintendo Switch     | Tribute Games |
| Panzer Paladin                    | 2020 | TBA                                                            | Tribute Games |